# Antonios Papakonstantinou
Antonios Papakonstantinou (grekiska: Αντώνης Παπακωνσταντίνου), född 18 mars 1999, är en grekisk roddare.

## Karriär
I september 2018 vid VM i Plovdiv tog Papakonstantinou silver tillsammans med Ioannis Marokos i lättvikts-tvåa utan styrman. I augusti 2022 vid EM i München tog han guld i lättvikts-singelsculler. Följande månad tog Papakonstantinou silver i lättvikts-singelsculler vid VM i Račice.
I maj 2023 vid EM i Bled tog Papakonstantinou brons tillsammans med Petros Gkaidatzis i lättvikts-dubbelsculler.